# Microrelat
Un microconte o microrelat és un conte molt breu, amb una extensió màxima al voltant de 750 caràcters o 10 línies de text. Mentre que els contes habituals consten d'una narració breu d'un fet o d'una sèrie de fet reals o ficticis amb una tendència evident cap a la fantasia i cap a l'enginy, el microconte presenta aquestes característiques però portades a l'extrem. El microconte és un text literari narratiu que es caracteritza per la brevetat de contingut, és concís i d'una gran intensitat expressiva, com un veritable extracte que presenta l'essència d'una història. Aquest breu relat té una enorme capacitat suggeridora, textualment diu poc i narrativament condensa molt.